# Croatian National Sports Club
Il Croatian National Sports Club, conosciuto semplicemente come Toronto Croatia, è una squadra canadese di calcio con sede a Mississauga, nella parte ovest dell'area metropolitana di Toronto (Ontario).

## Storia
Il Croatian National Sports Club venne fondato il 30 novembre 1955 come espressione della locale comunità croata.
La squadra si iscrisse a partire dal 1962 alla National Soccer League, imponendosi a partire dagli anni '70 come una delle più forti compagini della lega. Vinse il suo primo campionato nel 1971, dopo aver vinto anche la stagione regolare ef imponendosi ai playoff, battendo in finale il First Portuguese. Negli anni seguenti, pur vincendo un solo altro titolo nei play-off nel 1974, vinsero per ben quattro stagioni consecutive la stagione regolare della NSL.
Nel 1975 il Croatia si fuse con la franchigia della North American Soccer League Toronto Metros, in profonda crisi economica, dando origine ai Toronto Metros-Croatia. Il Croatia rimase comunque attivo nella massima serie della NSL, ad esclusione nella stagione 1976, essendo retrocessa l'anno precedente in cadetteria; il Croatia riottenne comunque immediatamente l'accesso alla massima seria grazie alla vittoria nei play-off promozione contro i "connazionali" dell'Hamilton Croatia. Il Metros-Croatia vinse la North American Soccer League 1976, per poi divenire i Toronto Blizzard a partire dalla stagione 1979 dopo il cambio di proprietà, recidendo così ogni legame con il Croatia.
Nel 1983 nasce una nuova lega professionistica in Canada, la Canadian Professional Soccer League. Il Toronto Croatia, pur non partecipandovi direttamente, diede vita ad una sua emanazione denominata Mississauga Croatia che accolse nelle sue schiere i più forti giocatori del club. Questo Croatia chiuse la stagione regolare al quarto posto, venendo poi eliminato in semifinale dall'Hamilton Steelers. È da ricordare che questa squadra non è da confondere con l'omonimo club giovanile fondato a Mississauga nel 1976.
Il club tornò a vincere la NSL nelle stagioni 1988 e 1992. 
La NSL chiuse i battenti nel 1997, venendo sostituita dalla Canadian Professional Soccer League, poi Canadian Soccer League, vincendone sei edizioni. Nel 2015 esce dalla lega rimanendo attiva a livello locale e giovanile.

## Palmarès
- NSL: 4

1971, 1974, 1988, 1992
- CSL: 6

2000, 2004, 2007, 2011, 2012, 2015